# Mariana Riederer de Paar y Ahaim
Mariana Riederer de Paar y Ahaim (c. 1590 – Ciudad de México, 25 de febrero de 1619) fue una noble bávara que desempeñó un papel destacado en la corte de los Austrias y en el virreinato de la Nueva España. Nacida en el seno de la familia Riederer von Paar, linaje aristocrático del Sacro Imperio Romano Germánico, Mariana fue educada en la corte de Graz, donde se formaban las damas destinadas al servicio de la realeza europea.

## Biografía
En 1598, fue seleccionada como dama copera para acompañar a Margarita de Austria-Estiria, hija del archiduque Carlos II, en su viaje a España para casarse con el rey Felipe III. Este traslado marcó el inicio de la presencia de damas germánicas en la corte española, muchas de las cuales ocuparon cargos influyentes en el entorno de la reina.
Mariana contrajo matrimonio en 1609 con Diego Fernández de Córdoba y López de las Roelas, noble sevillano que sería nombrado I Marqués de Guadalcázar y virrey del Perú (1609–1615) y de la Nueva España (1612–1621). Acompañó a su esposo a México en 1612, donde se convirtió en virreina consorte, siendo la primera mujer no española en ocupar ese cargo en América.
Durante su estancia en la corte virreinal novohispana, Mariana se distinguió por su participación activa en el ceremonial cortesano, el patrocinio religioso y el mecenazgo artístico. Su presencia fue clave en la consolidación de una imagen de poder femenino en el virreinato, en una época en que las mujeres eran relegadas a roles secundarios.
Falleció en la Ciudad de México en 1619, en pleno ejercicio del virreinato de su esposo, lo que la convirtió en la primera virreina en morir en Nueva España. Su muerte fue profundamente sentida en la corte, y su figura ha sido reivindicada por historiadores como símbolo de la agencia femenina en la América colonial.